# الشلال الغذائي

مخطط يوضح الشلال الغذائي من الأعلى للأسفل، حيث يُظهر الجانب الأول حالة توازن؛ والجانب الثاني يظهر الشلال الغذائي الناتج عن انخفاض عدد الذئاب بشكل كبير.

الشلال الغذائي: يوضح دور المفترس الأعلى في الحفاظ على توازن النظام البيئي من خلال السيطرة على أعداد الحيوانات العاشبة وحماية النباتات.

الشلال الغذائي (بالإنجليزية: Trophic cascade) هو مصطلح علمي يُستخدم لوصف ظاهرة بيئية مركزية في علم البيئة، تعبر عن تأثيرات متتابعة ومتدرجة تنتقل عبر مستويات الغذاء المختلفة داخل النظام البيئي. يبدأ هذا التأثير عادةً بتغير في أعداد أو سلوك المفترسات العليا، التي تقع في قمة الهرم الغذائي، ويؤدي إلى تأثيرات متسلسلة على المستويات الغذائية الأدنى، بما في ذلك الفرائس والنباتات، وأحيانًا حتى إلى تغييرات في بنية النظام البيئي نفسه، مما يؤثر على توازنه واستقراره.
في بعض المصادر، يُشار إلى هذه الظاهرة أيضًا باسم السلسلة الغذائية المتشابكة، وهو تعبير وصفي يسلط الضوء على الترابط الوثيق بين مستويات الغذاء المختلفة. ومع أن المصطلحين يُستخدمان أحيانًا بالتبادل، فإن "الشلال الغذائي" يركز بشكل أكبر على الطبيعة المتتابعة والمتدرجة للتأثيرات، بينما يعبر المصطلح الوصفي عن تعقيد التشابك بين الأنواع.
تُبرز هذه الظاهرة الترابط الحيوي العميق بين الكائنات الحية في النظام البيئي، حيث يمكن لتغير بسيط في مستوى غذائي واحد أن يُحدث تداعيات واسعة النطاق تؤثر على التنوع البيولوجي، استقرار النظام، والوظائف الإيكولوجية.
تركز الأبحاث العلمية في هذا المجال على فهم كيفية تفاعل الكائنات الحية عبر المستويات الغذائية المختلفة، ومدى تأثير النشاط البشري، مثل الصيد الجائر أو إزالة المفترسات، على هذا التوازن الدقيق. كما يُعد فهم الشلال الغذائي أمرًا أساسيًا لوضع استراتيجيات فعالة للحفاظ على النظم البيئية وإدارتها بشكل مستدام.

## تأثيراته على النظام البيئي
تُعد تأثيرات الشلال الغذائي من الظواهر البيئية الحيوية التي تعكس الترابط الوثيق بين مكونات النظام البيئي. عندما يتغير عدد أو سلوك المفترسات العليا في النظام، ينتقل هذا التغير بشكل متسلسل إلى المستويات الغذائية الأدنى، مؤديًا إلى تغييرات في وفرة الأنواع وتنوعها، وحتى في تراكيب المجتمعات الحيوية.
فعلى سبيل المثال، قد يؤدي تقليل أعداد المفترسات إلى زيادة أعداد الفرائس التي تتغذى على النباتات، مما يسبب تدهورًا في الغطاء النباتي وتأثيرًا سلبيًا على التنوع النباتي والحيواني. بالمقابل، قد تؤدي زيادة أعداد المفترسات إلى تقليل كثافة الفرائس، مما يسمح للنباتات بالاستعادة والنمو بشكل أفضل، وبالتالي تعزيز استقرار النظام البيئي وتنوعه.
هذه التأثيرات لا تقتصر على التغيرات العددية، بل تمتد لتشمل التغير في سلوك الكائنات، مثل تغيير مناطق التغذية أو أنماط النشاط، مما يؤثر بدوره على العمليات البيئية مثل التلقيح، وتدوير المغذيات، وتكوين المواطن الطبيعية.
لذلك، فإن فهم آليات الشلال الغذائي ضروري لوضع استراتيجيات فعالة لإدارة الموارد الطبيعية والحفاظ على التوازن البيئي، خاصة في ظل التحديات التي يفرضها النشاط البشري مثل الصيد الجائر، وفقدان المواطن الطبيعية، والتغير المناخي.

## آليات حدوث الشلال الغذائي
تتجلى آليات حدوث الشلال الغذائي في كيفية انتقال تأثير تغيّر أحد المستويات الغذائية، خصوصًا المفترسات العليا، عبر المستويات الأخرى في النظام البيئي. هذا الانتقال ليس مجرد تأثير مباشر، بل سلسلة من التفاعلات المعقدة التي تؤدي إلى تغييرات واضحة في توازن النظام البيئي.
تبدأ الآلية عادةً بتغير في أعداد أو سلوك المفترسات العليا، مما يغير من حجم وضغط استهلاك الفرائس على المنتجين، كالنباتات. هذه التغيرات تتفاعل مع بعضها البعض، فتؤدي إلى تعديلات في توزيع الموارد، سلوك الحيوانات، وحتى في تركيب المجتمع البيئي ككل.
فهم هذه الآليات يتطلب النظر إلى عوامل متعددة مثل الأعداد النسبية للكائنات، سلوكها، ووجود أنواع وسيطة تؤثر في مسار انتقال التأثير عبر المستويات الغذائية، بالإضافة إلى الظروف البيئية المحيطة التي قد تعزز أو تخفف من شدة هذا الشلال.

### التغير في أعداد المفترسات العليا:
تعتبر المفترسات العليا، مثل الذئاب أو النمور، عوامل محورية في تنظيم توازن الأنظمة البيئية، إذ تتحكم بأعداد فرائسها وتمنع تكاثرها المفرط. عند انخفاض أعداد هذه المفترسات بسبب الصيد الجائر، فقدان الموائل، أو تدخلات بشرية أخرى، يتراجع الضغط المفروض على الفرائس، مما يؤدي إلى تغيرات شاملة في الشبكة الغذائية. هذه التغيرات تفتح الباب لحدوث "شلال غذائي" حيث يمتد تأثير هذا التراجع إلى مستويات غذائية أدنى، مسببة اضطرابًا في النظام البيئي.

### زيادة أعداد الفرائس:
مع غياب المفترسات العليا أو قلة أعدادها، تشهد الفرائس مثل الظباء والغزلان ازديادًا ملحوظًا في أعدادها، إذ تقل عوامل الكبح التي تحد من نموها السكاني. يؤدي هذا الارتفاع إلى زيادة الضغط على المصادر النباتية التي تعتمد عليها، مما يسبب ارتفاع استهلاك الغطاء النباتي، وبالتالي يؤثر سلبًا على صحة النبات وتنوعه. تراكم هذه التأثيرات يهدد الاستقرار البيئي ويغير بنية المجتمع الحيوي.

### التأثير على الغطاء النباتي:
تؤدي زيادة أعداد الفرائس إلى استنزاف الغطاء النباتي عبر الرعي المفرط والاقتلاع المستمر للنباتات. هذا التأثير يقلل من التنوع النباتي، ويؤدي إلى تراجع أنواع معينة من النباتات الحساسة، مما يغير من تركيب النظام البيئي ويقلل من قدرتها على دعم أنواع أخرى من الكائنات الحية. بالإضافة لذلك، ينعكس تدهور الغطاء النباتي على جودة التربة ويساهم في زيادة تعرية التربة وتدهورها.

### التغير في سلوك الفرائس:
إلى جانب التغير العددي، يتأثر سلوك الفرائس بفعل وجود المفترسات العليا. مثلاً، تميل الفرائس إلى تجنب مناطق معينة تشكل مخاطر عالية بسبب وجود المفترسات، وهو ما يعرف بـ"منطقة الخوف" (landscape of fear). هذه التغيرات السلوكية تؤدي إلى تباين مكاني في استهلاك الغطاء النباتي، فتسمح للنباتات في المناطق الآمنة بالنمو والتعافي، مما يعزز التنوع النباتي ويعيد التوازن إلى النظام البيئي.

### تأثيرات أعمق على النظام البيئي:
تمتد تأثيرات الشلال الغذائي إلى ما هو أبعد من مستويات الغذاء مباشرة، فتشمل العمليات الحيوية للنظام البيئي مثل جودة التربة، التلقيح، ودورات المواد المغذية. هذه التأثيرات تؤثر على استقرار النظام البيئي ككل، بما في ذلك التنوع البيولوجي والوظائف الإيكولوجية الحيوية، ما يجعل فهم هذه الشلالات ضروريًا لإدارة النظم البيئية بشكل مستدام.

### دور التعقيد البيئي:
في الأنظمة التي تتميز بتشابك علاقات غذائية متعددة، حيث توجد تفاعلات غير مباشرة بين أنواع مختلفة، قد تكون نتائج الشلال الغذائي معقدة ومتعددة المسارات. هذا التعقيد قد يؤدي إلى تخفيف أو تضخيم التأثيرات على مستويات غذائية مختلفة، مما يستدعي دراسة دقيقة للشبكات الغذائية لفهم كيفية إدارة هذه التأثيرات ضمن السياسات البيئية.

إن إدراك هذه الآليات يساعد الباحثين وصناع القرار في تطوير استراتيجيات مستدامة للحفاظ على توازن النظم البيئية.

## أمثلة واقعية للشلال الغذائي في النظم البيئية
يعد فهم أمثلة الشلالات الغذائية في أنظمة بيئية متنوعة أمرًا جوهريًا لتوضيح كيف تتجلى هذه الظاهرة في الواقع، ومدى تأثيرها على توازن واستقرار النظم البيئية. تقدم الدراسات الميدانية حالات عملية تكشف آليات انتقال التأثيرات بين مستويات الغذاء المختلفة، مما يساعد في تبني استراتيجيات بيئية فعالة.
الشلال الغذائي في النظم البرية: متنزه يلوستون الوطني
يُعد متنزه يلوستون الوطني في الولايات المتحدة نموذجًا كلاسيكيًا للشلال الغذائي، حيث أظهرت دراسة عودة الذئاب (المفترسات العليا) إلى النظام البيئي تأثيرًا كبيرًا على سلوك وأعداد الغزلان، التي تعد الفرائس الرئيسية. أدى انخفاض الضغط على النباتات نتيجة تراجع استهلاك الغزلان للغطاء النباتي إلى تعافي الغابات على ضفاف الأنهار، مما حسن جودة التربة وعزز التنوع البيولوجي.
الشلال الغذائي في النظم المائية: الشعاب المرجانية
في النظم البحرية، تؤدي الأسماك المفترسة دورًا حاسمًا في السيطرة على أعداد الأسماك العاشبة التي تستهلك الطحالب على الشعاب المرجانية. عندما تقل أعداد هذه المفترسات بسبب الصيد المفرط، يزداد الضغط على الشعاب المرجانية بفعل الطحالب التي تغطيها، مما يهدد توازن النظام البيئي البحري وجودة الموائل البحرية.
أمثلة محلية وإقليمية: صحارى الجزيرة العربية والبحر الأحمر :
تُظهر الأبحاث الحديثة في صحارى الجزيرة العربية أن المفترسات مثل الذئاب والضباع تلعب دورًا في تنظيم أعداد الفرائس كالغزلان والأرانب البرية. انخفاض أعداد هذه المفترسات يؤدي إلى زيادة فرائسها، مما يزيد الضغط على الغطاء النباتي الصحراوي الحساس ويهدد استقراره.
في الأنظمة البحرية للبحر الأحمر، تؤثر القروش والأسماك المفترسة على تنظيم أعداد الأسماك العاشبة، التي تتحكم في نمو الطحالب على الشعاب المرجانية. تراجع أعداد المفترسات نتيجة للصيد الجائر يؤثر سلبًا على الشعاب المرجانية، ويقلل من تنوعها البيولوجي.

## تأثير النشاط البشري
تُعد الأنشطة البشرية العامل الأبرز المؤثر في توازن الشلالات الغذائية عبر مختلف النظم البيئية؛ الصحراوية، البحرية، الغابية، الجبلية، والنهرية. تؤدي الممارسات البشرية مثل الصيد الجائر للمفترسات العليا (كالذئاب والأسود والقروش) إلى انخفاض حاد في أعدادها، مما يرفع أعداد الفرائس بشكل غير طبيعي، فينتج عنه ضغط متزايد على النباتات والمنتجات الأولية. هذا الخلل في الشبكة الغذائية يُعرف بالشلال الغذائي، حيث يؤدي إلى اضطرابات واسعة النطاق في النظام البيئي وانخفاض التنوع الحيوي.
فضلاً عن ذلك، تؤدي إزالة الموائل الطبيعية بسبب التوسع العمراني والزراعي وقطع الغابات إلى فقدان المساكن البيئية للكائنات الحية، مما يقوّض استقرار الشبكات الغذائية ويُضعف الترابط بين المستويات الغذائية المختلفة.
ويُعد التلوث البيئي بأنواعه الكيميائية والضوضائية والحرارية من العوامل التي تغير خصائص الموائل، فتؤثر على سلوك الكائنات وتوزيعها، مما ينعكس سلباً على توازن الشلالات الغذائية.
تغير المناخ يمثل تهديداً إضافياً عبر التأثير على أنماط الهجرة والتكاثر وتزامن الأحداث البيئية، مما يزيد من هشاشة الشبكات الغذائية ويُصعب استقرارها.
تُظهر الدراسات أن التدخلات البشرية غير المنظمة قد تؤدي إلى خسائر كبيرة في التنوع البيولوجي ووظائف النظام البيئي الحيوية، مما يحتم تبني سياسات إدارة مستدامة مبنية على فهم معمق وآليات دقيقة للشلالات الغذائية وأثر الإنسان عليها.